# Вероніка іноземна
Вероніка чужоземна, вероні́ка інозе́мна (Veronica peregrina) — однорічна рослина родини подорожникових. Практичного значення не має, місцями поводиться як бур'ян.

## Морфологічна характеристика

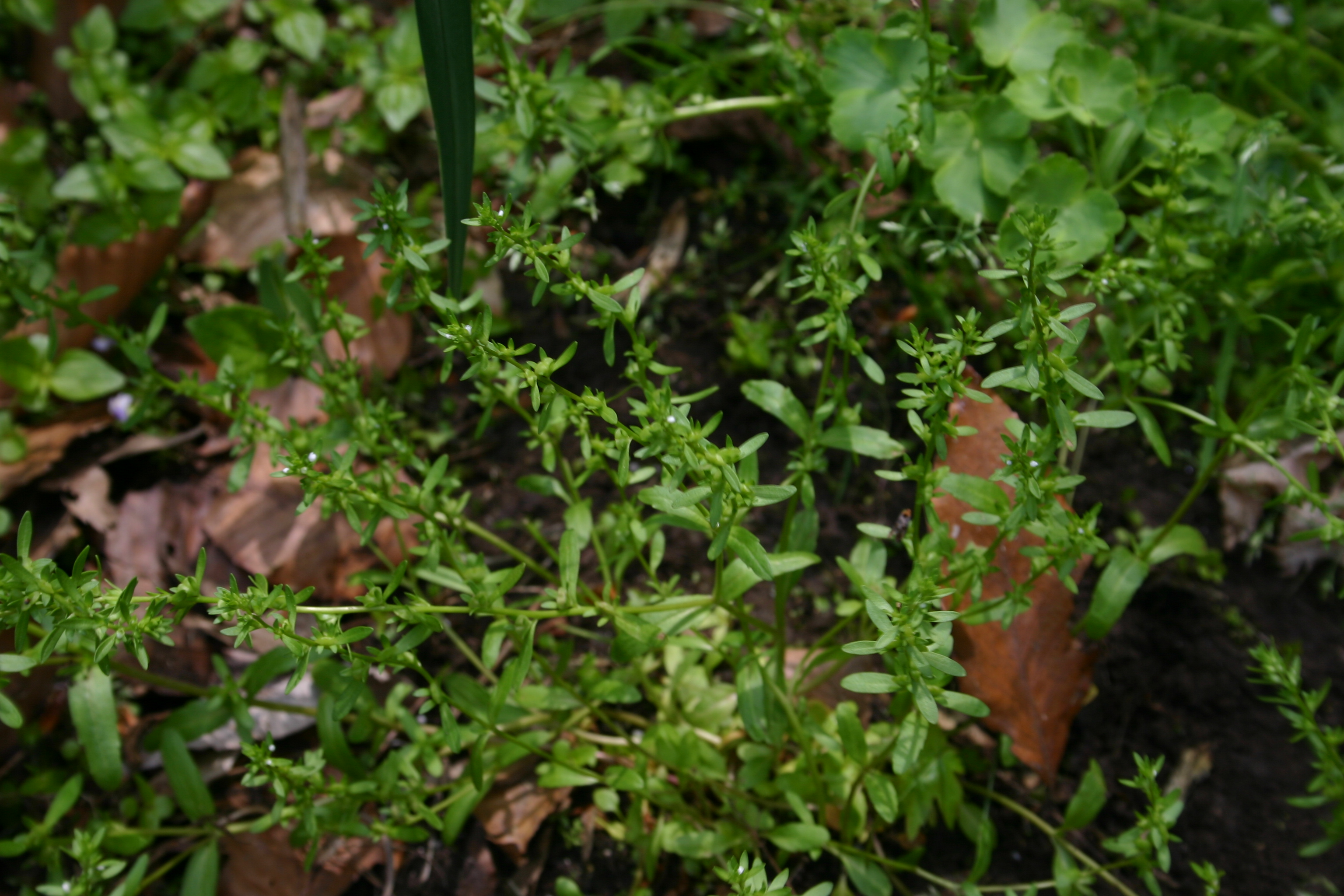
Неквітучі пагони

Трав'яниста рослина заввишки 5-30 см. Корінь стрижневий, тонкий, короткий. Стебла слабкі, зазвичай лежачі або висхідні, коротко волосисті, залозисті або голі, прості або розгалужуються у нижній частині. Листки голі, цілокраї чи невиразно зубчасті, завдовжки 1-2,5 см, завширшки 3-5 мм, нижні — черешкові, обернено-яйцеподібні або видовжено-ланцетні, із клиноподібно звуженою основою, верхні — сидячі, ланцетні або ланцетно-лінійні,
Суцвіття — кінцева китиця, залозиста або без залозок. Приквітки лінійні або ланцетні, тупі, лопатчасті, цілокраї або невиразно зубчасті, у довжину значно перевищують квіти. Квітки двостатеві, розташовані на квітконіжках, які коротші від чашечок. Чашечка з ромбувато-ланцетними голими частками. Віночок білий або блакитний, завдовжки 3-5 мм, з майже рівними овальними лопатями.
Плід — багатонасіннєва коробочка, завдовжки 3-4 мм, завширшки близько 4 мм, стиснута, гола, обернено-серцеподібна або округла, біля основи слабо клиноподібна, зі слабо вираженою виїмкою. Насіння еліптичне, гладке, завдовжки 3-4 мм, завширшки близько 6 мм, .

## Поширення та екологія

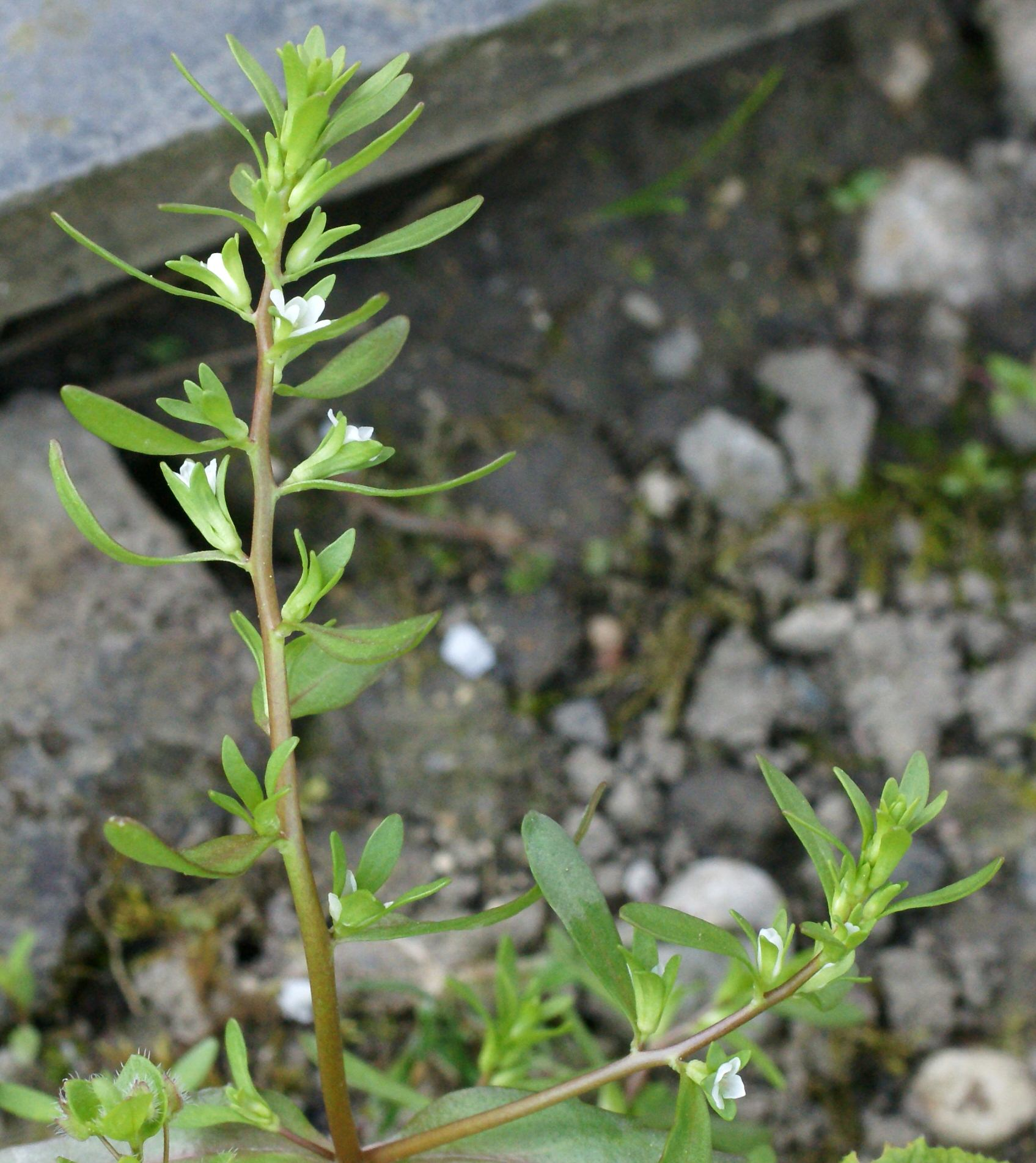
Квітучий пагін

Батьківщиною вероніки іноземної є гірські регіони Південної, Центральної та Північної Америки, включно з прилеглими островами (Бермудськими, Ямайкою тощо). Звідти цей вид був занесений на інші континенти, де широко розповсюдився і місцями перетворився на бур'ян.
Наразі його ареал охоплює практично усі країни Європи (на Скандинавському півострові зростає лише на півдні), Далекий Схід Росії, Корейський півострів, японські острови Кюсю, Рюкю, Сікоку, Хонсю, а також східні райони Китаю й Австралію.
Це вологолюбна рослина, яка зростає у болотистих місцинах, уздовж доріг та канав, по берегам водойм, на мілинах. Може траплятися на полях і в садах. Вероніка іноземна віддає перевагу важким, вологим, глинистим бо суглинистим ґрунтам. Її цвітіння триває з квітня по червень.

## Синоніми
- Veronica chillensis Kunth
- Veronica peregrina subsp. peregrina
- Veronica peregrina var. peregrina
- Veronica peregrina var. xalapensis (Kunth) Pennell
- Veronica sherwoodii M. Peck[4]